# Johan Faye
Johan Mohr Faye (ur. 16 maja 1889 w Bergen, zm. 16 września 1974 w Drøbak) – norweski żeglarz, olimpijczyk, zdobywca srebrnego medalu w regatach na Letnich Igrzyskach Olimpijskich w 1920 roku w Antwerpii.
Na Letnich Igrzyskach Olimpijskich 1920 zdobył srebro w żeglarskiej klasie 7 metrów. Załogę jachtu Fornebo tworzyli również Christian Dick, Sten Abel i Niels Nielsen.